# Saquarema
Saquarema est une ville située dans l'État de Rio de Janeiro. Sa population est de 74 221 habitants (2010) et sa superficie est 355 km2. La ville est située à une heure et demie au nord de Rio de Janeiro. Elle est connue comme une des capitales du surf au Brésil.
Le village s'appelait Mantediba lorsque Charles Darwin y séjourna le 9 avril 1832 lors de son tour du monde.

## Attractions touristiques

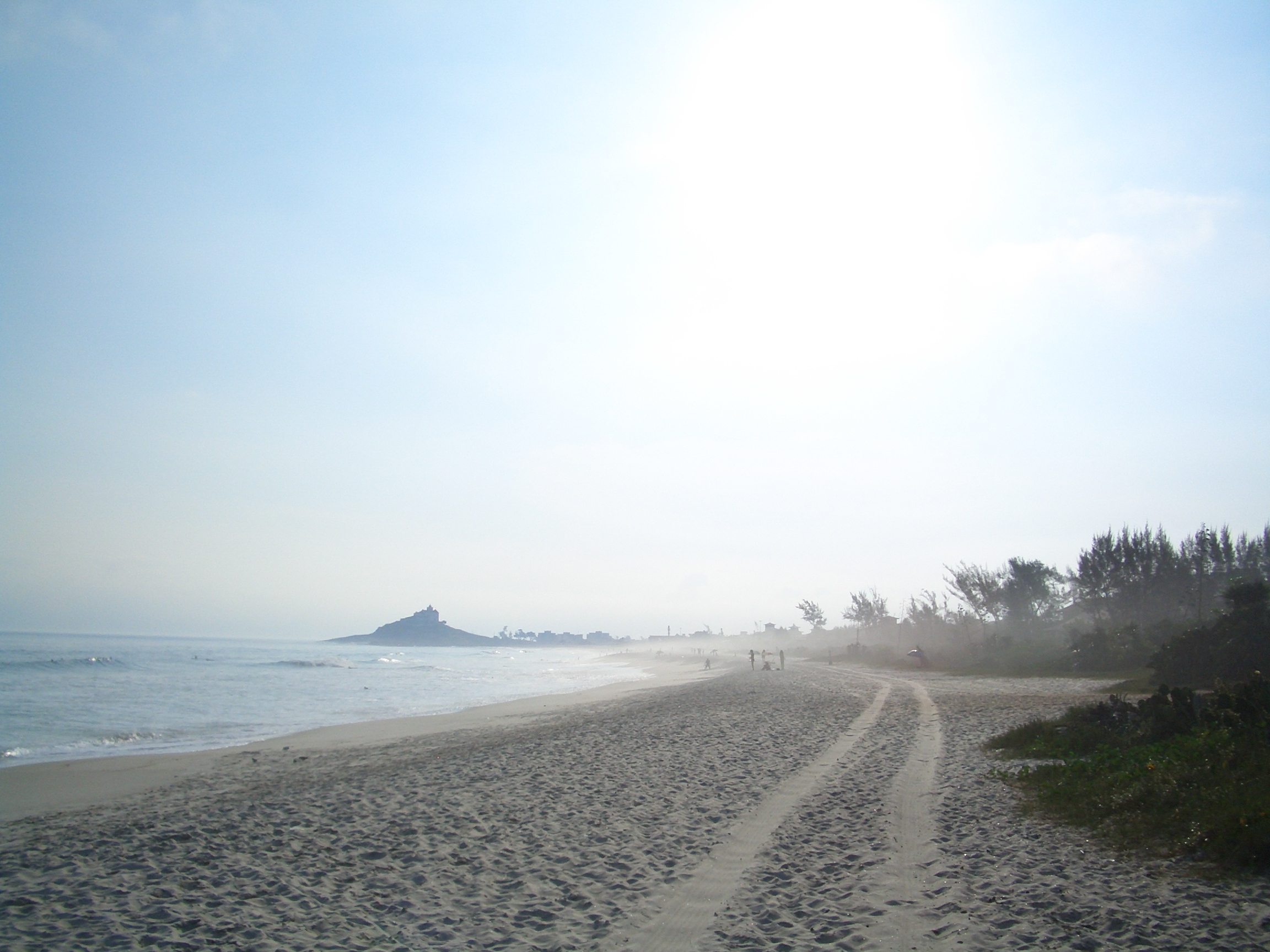
Itaúna Beach.

Itaúna Beach est l'une des plus célèbres plages de Saquarema. Stage de professionnels et championnats du Brésil. Les autres plages sont Barra Nova, Boqueirão, Jaconé, Vilatur et de Vila.
Le surf est le principal sport de la ville. La ville a également été choisie par l'équipe brésilienne de volley-ball comme centre de formation pour les athlètes de la Confédération brésilienne de volley.

Le Parapente et le Deltaplane sont également populaires.

## Culture

### Sportif
Le principal sport phare de la ville est le surf, et en raison de la taille et de la qualité des vagues, Saquarema est considérée par les surfeurs comme la "capitale nationale du surf".
Les premiers festivals de surf de la ville ont commencé dans les années 1970 et elle a accueilli l'étape brésilienne de la World Surf League jusqu'en 2002. Depuis 2017, la ville fait à nouveau partie du circuit mondial du surf. La première étape de retour vers la ville a été remportée par le surfeur brésilien Adriano de Souza, connu sous le nom de Mineirinho. Les étapes se déroulent sur la plage d'Itaúna, connue parmi les pratiquants comme le "Maracanã du surf brésilien".